# Gonzalo Castellani
Gonzalo Pablo Castellani (* 10. August 1987 in Buenos Aires) ist ein argentinischer Fußballspieler. Der Mittelfeldspieler wurde drei Mal argentinischer Meister.

## Karriere
Castellani begann seine Profikarriere bei Ferro Carril Oeste, einem Verein aus seiner Heimatstadt, der in der Primera B Nacional antrat. Am 2. Januar 2010 wechselte er nach Spanien und unterschrieb beim FC Villarreal, wo er zunächst dem B-Team in der Segunda División zugewiesen wurde. Während der Saison kam der Mittelfeldspieler aufgrund der übermäßigen Anzahl an ausländischen Spielern im Team jedoch zu keinem Einsatz. Sein offizielles Debüt für Villarreal B gab Castellani am 16. Januar 2011, als er in der Startelf bei einer 0:2-Auswärtsniederlage gegen Recreativo Huelva stand. Am 18. Dezember 2011 bestritt er sein erstes Spiel in der Primera División mit der ersten Mannschaft, als er in der 64. Minute Cani bei einer 1:2-Niederlage gegen CA Osasuna ersetzte.
Am 6. Juli 2012, nach dem Abstieg beider Mannschaften, kehrte Castellani nach Argentinien zurück und schloss sich dem CD Godoy Cruz an. Dort wurde er für ein Spiel in die Reserve versetzt und holte sich danach in der ersten Mannschaft einen Stammplatz. Zwei Jahre später wechselte er zu Boca Juniors, ebenfalls in der ersten Liga. Bei seiner Leihstation, dem CA Lanús, riss er sich das hintere Kreuzband und fiel längere Zeit aus. Danach wurde er an CSD Defensa y Justicia verliehen. 2018 holte ihn der argentinische Trainer Jorge Almirón nach Kolumbien zu Atlético Nacional. Mit dem Team aus Medellín gewann er die Copa Colombia 2018 und kam in der Copa Libertadores 2018 ins Achtelfinale.
2019 kehrte Castellani wieder nach Argentinien zurück, wo er erst für San Lorenzo und dann Atlético Tucumán auflief. 2020 wechselte der Mittelfeldspieler nach Chile zu Unión La Calera, wo er drei Jahre lang auflief. Nach einer einjährigen Rückkehr zu Defensa y Justicia kam er im März 2024 nach Chile zurück und spielt seitdem für den CSD Colo-Colo.

## Erfolge
Boca Juniors
- Argentinischer Meister: 2015, 2016/17

CA Lanús
- Argentinischer Meister: 2016

Atlético Nacional
- Kolumbianischer Pokalsieger: 2018